# Huesca
Huesca (aragónul Uesca) település Spanyolországban, Aragónia autonóm közösségben, Huesca tartományban. Huesca Albero Bajo, Alerre, Banastás, Nueno, Loporzano, Quicena, Tierz, Monflorite-Lascasas, Sangarrén, Vicién, Almudévar, Chimillas, La Sotonera és Igriés községekkel határos. Lakosainak száma 54 704 fő (2024).

## Népesség
A település népessége az utóbbi években az alábbiak szerint változott:
| Lakosok száma | 45 874 | 47 923 | 49 312 | 52 059 | 52 443 | 52 555 | 52 282 | 53 132 | 53 429 | 54 704 |
|               | 2001   | 2004   | 2006   | 2009   | 2011   | 2014   | 2016   | 2019   | 2021   | 2024   |